# Charles Rose (Tauzieher)
Charles Edward „Chuck“ Rose (* 5. Mai 1873 in St. Louis, Missouri; † 3. August 1957 ebenda) war ein US-amerikanischer Tauzieher.

## Erfolge
Charles Rose nahm an den Olympischen Spielen 1904 in St. Louis für die erste Mannschaft des Southwest Turnverein of St. Louis teil. Im Viertelfinale besiegte die Mannschaft das griechische Team Panellinios Gymnastikos Syllogos aus Athen und traf anschließend auf den Milwaukee Athletic Club. Das Halbfinale ging verloren, sodass die Mannschaft abschließend eigentlich im Duell um Silber gegen den unterlegenen Finalisten, den New York Athletic Club, hätte antreten müssen. Da die New Yorker jedoch nicht antraten, erhielten Rose sowie Max Braun, August Rodenberg, William Seiling und Orin Upshaw kampflos die Silbermedaille.
Rose war von Beruf Klempner und verbrachte sein gesamtes Leben in St. Louis. Er war verheiratet und hatte eine Tochter.